# Football Club Fribourg
O FC Fribourg é um clube de futebol com sede em Fribourg, Suíça. A equipe compete na Swiss Amateur Liga.

## História
O clube foi fundado em 1900. 